# Harry Boldt
Harry Boldt (Cherniajovsk, URSS, 23 de febrero de 1930) es un jinete alemán que compitió en la modalidad de doma.
Participó en dos Juegos Olímpicos de Verano, obteniendo en total cuatro medallas: dos en Tokio 1964, oro en la prueba por equipos (junto con Reiner Klimke y Josef Neckermann) y plata en la individual, y dos en Montreal 1976, oro en la prueba por equipos (con Reiner Klimke y Gabriela Grillo) y plata en la individual.
Ganó cuatro medallas en el Campeonato Mundial de Doma entre los años 1966 y 1978, y once medallas en el Campeonato Europeo de Doma entre los años 1963 y 1979.

## Palmarés internacional
| Representando al Equipo Alemán Unificado |                        |                   |             |
| Juegos Olímpicos                         |                        |                   |             |
| Año                                      | Lugar                  | Medalla           | Categoría   |
| 1964                                     | Tokio (Japón)          | Medalla de oro    | Por equipos |
| 1964                                     | Tokio (Japón)          | Medalla de plata  | Individual  |
| Representando a la RFA                   |                        |                   |             |
| Juegos Olímpicos                         |                        |                   |             |
| Año                                      | Lugar                  | Medalla           | Categoría   |
| 1976                                     | Montreal (Canadá)      | Medalla de oro    | Por equipos |
| 1976                                     | Montreal (Canadá)      | Medalla de plata  | Individual  |
| Campeonato Mundial                       |                        |                   |             |
| Año                                      | Lugar                  | Medalla           | Categoría   |
| 1966                                     | Berna (Suiza)          | Medalla de oro    | Por equipos |
| 1966                                     | Berna (Suiza)          | Medalla de plata  | Individual  |
| 1970                                     | Aquisgrán (RFA)        | Medalla de plata  | Por equipos |
| 1978                                     | Goodwood (Reino Unido) | Medalla de oro    | Por equipos |
| Campeonato Europeo                       |                        |                   |             |
| Año                                      | Lugar                  | Medalla           | Categoría   |
| 1963                                     | Copenhague (Dinamarca) | Medalla de plata  | Individual  |
| 1965                                     | Copenhague (Dinamarca) | Medalla de oro    | Por equipos |
| 1965                                     | Copenhague (Dinamarca) | Medalla de plata  | Individual  |
| 1967                                     | Aquisgrán (RFA)        | Medalla de oro    | Por equipos |
| 1967                                     | Aquisgrán (RFA)        | Medalla de bronce | Individual  |
| 1975                                     | Kiev (URSS)            | Medalla de oro    | Por equipos |
| 1975                                     | Kiev (URSS)            | Medalla de plata  | Individual  |
| 1977                                     | San Galo (Suiza)       | Medalla de oro    | Por equipos |
| 1977                                     | San Galo (Suiza)       | Medalla de plata  | Individual  |
| 1979                                     | Århus (Dinamarca)      | Medalla de oro    | Por equipos |
| 1979                                     | Århus (Dinamarca)      | Medalla de bronce | Individual  |